# Antonius Crivelli

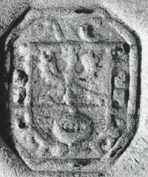
Siegel von Antonius Crivelli

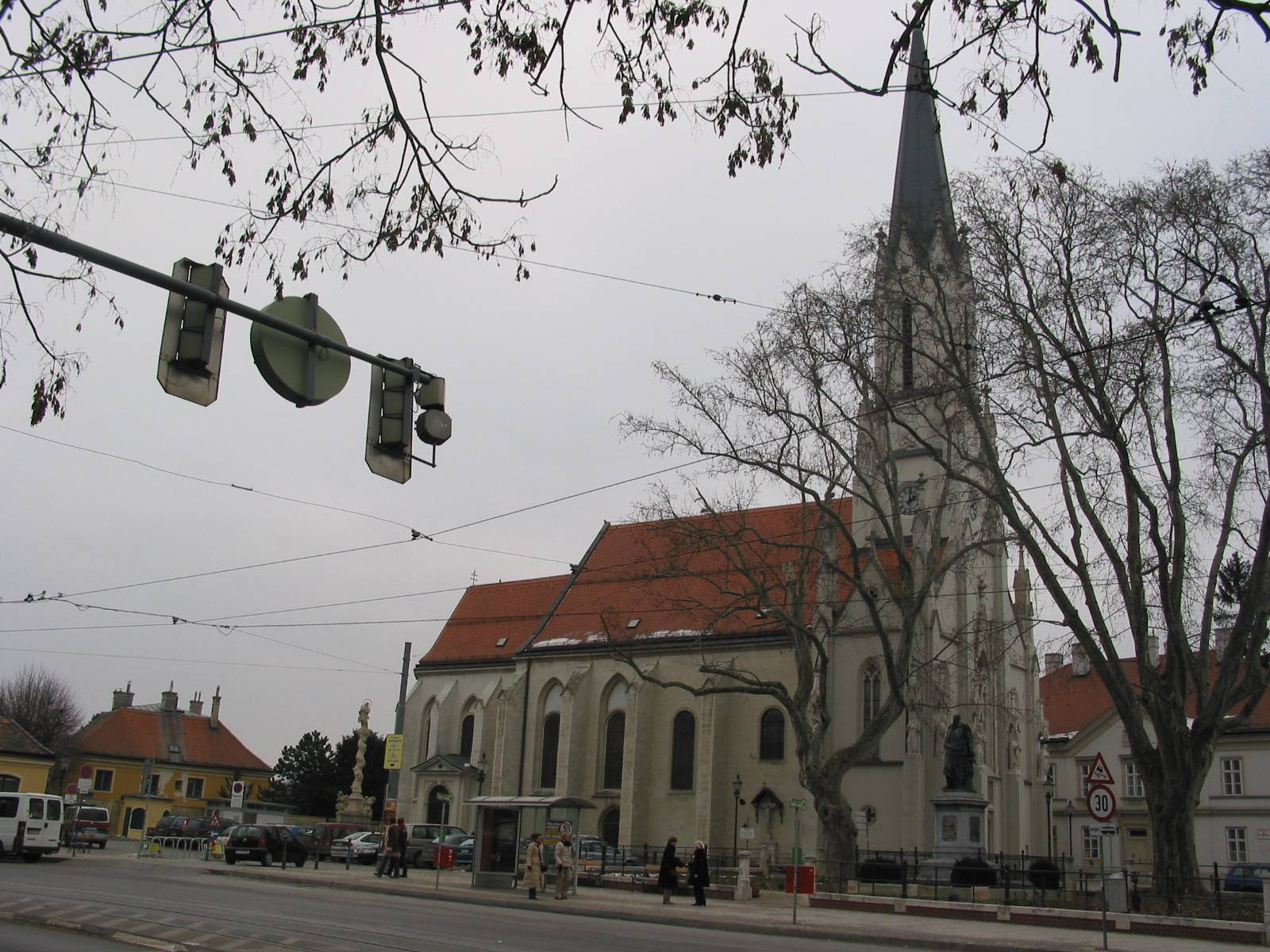
Pfarrkirche Maria Hietzing

Antonius Crivelli (* vor 1604 in Lugano; † nach 1635) war ein Tessiner Bildhauer der Renaissance.

## Leben
Crivelli ist seit 1604 in Wien nachweisbar. 1607 gestaltete er den Hochaltar der Pfarrkirche Maria Hietzing, die dem Stift Klosterneuburg zugeteilt war. Dieser Altar wurde aus Holz geschnitzt. Dies muss betont werden, weil seine spätere Tätigkeit mit dem Material Stein zusammenhängt.
1612 erhielt Antonius Crivelli das Wiener Bürgerrecht.
Am 7. April 1615 kaufte er im kaiserlichen Steinbruch am Leithaberg ein kleines Gut vom Hof-Handelsmann Francesco Forno und dem kaiserlichen Steinmetzmeister Giacomo Murato. Er wurde Mitglied der Kaisersteinbrucher Bruderschaft, übernahm 1616 für den Steinmetzgesellen Pietro Maderno die Ausbildung zum Bildhauer. Pietro war nach seinen Wanderjahren wieder in den Steinbruch zurückgekehrt, er war ein Naturtalent, und übertraf seinen Lehrmeister bei weitem.

## Bestätigung der Kaisersteinbrucher Viertellade 1617
Die Handwerksordnung vom Jahre 1615, die Kaiser Matthias 1617 bestätigte, umfasste die Viertelladen in Baden in Niederösterreich, auf ungarischer Seite im kayserlichen Steinbruch.
Crivelli trat in die Dienste des Fürsten Karl I. von Liechtenstein im Schloss Lednice. Darüber ist dokumentiert, nicht zur Zufriedenheit des Fürsten ..., da er mit der Arbeit so lange saumet und noch nicht angefangen habe ...
1635 verkaufte er seinen Kaisersteinbrucher Besitz an Maderno.

## Werke
- 1607 Hietzinger Pfarrkirche, Hochaltar
- Kaisersteinbrucher Kirche

## Archivalien
- Stift Heiligenkreuz Archiv: Register, Steinmetz.
- Stift Klosterneuburg Archiv: Hochaltar der Hietzinger Kirche. 1607.
- Stadtarchiv Wiener Neustadt: Steinmetzakten. 1617.